# Janine van Wyk
Janine van Wyk, née le 17 avril 1987 à Alberton en Afrique du Sud, est une footballeuse internationale sud-africaine, capitaine de l'équipe nationale. Elle évolue au poste de défenseur. Elle a récemment joué pour Houston Dash au sein de la Ligue nationale de football féminin aux États-Unis, devenant ainsi la première joueuse sud-africaine à avoir rejoint cette ligue. Le 18 septembre 2018, Van Wyk décroche sa 150e cape de sélection en équipe nationale. Elle détient le record de la footballeuse sud-africaine la plus sélectionnée.

## Biographie

### Jeunesse
Van Wyk est née en 1987 à Alberton, dans la province du Transvaal (actuel Gauteng). Elle grandit à Germiston et commence à jouer au football à l'âge de 6 ans. Elle fréquente l'école Hoërskool Alberton, une école de langue afrikaans qui ne propose pas de football : le rugby est plus populaire au sein de la communauté blanche, le football au sein de la communauté noire. Elle joue pour la première fois en équipe avec les Springs Home Sweepers à KwaThema près de Springs. Devenue une curiosité dans ce canton, la joueuse découvre, par ce choix, un autre monde. Un an plus tard, à 15 ans, elle fait aussi son coming out, au sujet de son homosexualité. Si cette situation met du temps à être acceptée par sa famille, elle se souvient par contre de la prise en compte bienveillante au sein de son club de cette annonce. Après le meurtre en 2008 d'une coéquipière, Eudy Simelane, homosexuelle et militante pour les droits des personnes LGBT, qui est violée et assassinée, Janine van Wyk s'engage publiquement en faveur des droits des personnes de la communauté LGBT.

### Carrière en club
Quelques années plus tard, Van Wyk rejoint les Moroka Swallows puis les Palace Super Falcons de Tembisa. Avec cette équipe, elle remporte trois titres de champion consécutifs. Van Wyk qualifie son temps avec les Super Falcons de « mémorable » et déclare que lors des trois victoires en championnat, ils étaient "intouchables". Par la suite, elle fonde son propre club, le JVW FC. Elle est entraîneuse pour ce club. Certains fans de football la surnomme «Booth». 
Le 21 décembre 2016, elle signe avec le Houston Dash en Ligue nationale de football féminin aux États-Unis. En 2017, elle joue 17 match pour le Houston Dash. L'année suivante, elle dispute 20 matchs lors de la saison 2018 de la NWSL. Le 1er octobre 2018, le Houston Dash renonce à van Wyk et lui impose une dispense de réinscription, mais ses droits ne sont pas revendiqués par une autre équipe. Elle fait le choix de revenir en Afrique du Sud dans le club qu’elle a créé, le JVW FC, pouvant ainsi s’entraîner au plus près de sa sélection nationale.

### Carrière internationale
Van Wyk fait ses débuts en équipe nationale en 2005 contre le Nigeria en Coupe d'Afrique des nations. Lors de cette rencontre, Van Wyk inscrit un coup franc et l'équipe d'Afrique du Sud enregistre sa première victoire contre le Nigeria depuis la formation de l'équipe nationale féminine en 1993. En 2012, lors de la Coupe d'Afrique des nations, Van Wyk marque l'unique but du match contre le Nigeria. Elle est membre de l'équipe sud-africaine qui participe aux Jeux olympiques d'été de 2012 à Londres, au Royaume-Uni. Elle déclare être fière de représenter son pays aux Jeux olympiques, malgré le fait que son équipe ait été éliminée au premier tour.
En août 2014, Van Wyk joue sa centième rencontre pour l'Afrique du Sud contre la Namibie. À l'issue de ce match, l'Afrique du Sud l'emporte sur le score de 2-0. À l'époque, elle n'est pas encore la joueuse sud-africaine la plus capée puisque sa coéquipière Portia Modise reçoit sa 110e sélection lors de ce même match.
Le 28 mars 2016, elle devient la joueuse la plus capée de cette équipe d'Afrique du Sud, lorsqu'elle dispute son 125e match contre le Cameroun. Le 18 septembre 2018, elle joue son 150e match pour l'Afrique du Sud,.

## Palmarès
- Vainqueur de la Coupe d'Afrique des nations 2022 avec l'équipe d'Afrique du Sud